# Montesia leucostigma
Montesia leucostigma är en skalbaggsart som beskrevs av Lane 1938. Montesia leucostigma ingår i släktet Montesia och familjen långhorningar. Inga underarter finns listade i Catalogue of Life.